# Danapur
Danapur é uma vila satélite de distrito de Patna, no estado indiano de Bihar.